# هواندوی
هواندوی (به اسپانیایی: Huandoy) یک کوه در پرو است که در منطقه انکاش واقع شده‌است. هواندوی ۶٬۳۶۰ متر بالاتر از سطح دریا واقع شده‌است.